# Kraftwerk Malgomaj
Das Kraftwerk Malgomaj (schwedisch Malgomajs kraftverk) ist ein Wasserkraftwerk in der Gemeinde Vilhelmina, Provinz Västerbottens län, Schweden, das sich am Abfluss des Ångermanälven aus dem See Malgomaj befindet. Es ging 1982 in Betrieb. Das Kraftwerk ist im Besitz von Statkraft und wird auch von Statkraft betrieben.

## Absperrbauwerk
Das Absperrbauwerk besteht aus einem Staudamm, der sich am Abfluss des Ångermanälven aus dem See Malgomaj befindet. Die Wehranlage mit den zwei Wehrfeldern und das Maschinenhaus befinden sich in der rechten Hälfte des Staudamms.

## See
Der See Malgomaj erstreckt sich über eine Fläche von 103 km².

## Kraftwerk
Das Kraftwerk ging 1982 in Betrieb. Es verfügt mit einer Rohrturbine über eine installierte Leistung von 10 (bzw. 11,4) MW. Die durchschnittliche Jahreserzeugung liegt bei 40 Mio. kWh.
Die Turbine wurde von Kværner geliefert. Sie leistet 11,4 MW; ihre Nenndrehzahl liegt bei 100 Umdrehungen pro Minute. Die Fallhöhe beträgt 9 m.